# Gyertyán (faanyag)
A gyertyán kemény lombos faanyag; Magyarországon a közönséges gyertyán (Carpinus betulus) anyagát hasznosítják. A gyertyán a mérsékelt égövi fák közül az egyik legkeményebb.

## Az élő fa
A közönséges gyertyán közép-európai (délkeleti) flóraelem. Hegy- és dombvidéki másodrendű fa. Az éghajlati szélsőségeket mérsékelten elviseli, a fagyra nem érzékeny, közepes páratartalmat igényel. A száraz meleget rosszul tűri. Árnytűrő. Mély talajon fejlődik jól, de elviseli a silány, száraz termőhelyet is, ám a laza homokot, a félnedves-nedves élőhelyet nem.
Magassága 24…25 m  körüli. Kérge vékony, egyenlőtlen vastagságú, sima, piszkosszürke, széles, világosabb hosszanti sávokkal. A hullámos évgyűrűszerkezet miatt a törzse bordás, ormós alakú. Kéregvastagsága 1…2 cm.

## A faanyag
Szíjácsa és gesztje egyformán fehér színű, a levegőn idővel sárgás árnyalatot kap. A keresztmetszeten az évgyűrűhatárok erősen hullámosak, látszódnak, a hosszmetszeten alig kivehetőek. Szórt likacsú; edényei aprók, csak nagyítón keresztül láthatók. Sok halmozott bélsugara van, ezek szabad szemmel látszanak; a húrmetszeten több centiméter hosszú csíkokként, a sugármetszeten világos, magas tükrökként tűnnek fel.

## Felhasználása
SzárításA fehér szín megőrzése érdekében a döntését, fűrészelését, máglyázását ajánlatos gyorsan és alaposan elvégezni. Nagyon nehezen szárad, eközben befülledhet. Erősen vetemedik, zsugorodik, reped.
MegmunkálásNehezen forgácsolható, gyalu alatt szálkásodik. Nehezen hajlítható.
RögzítésNehezen szegezhető, csavarozható. Minden ragasztási technológiával jól ragasztható.
FelületkezelésEgyenletes, tömör szerkezetéből következőleg jól csiszolható, jól pácolható, jól lakkozható.
TartósságSzabadban kb.35 év, állandóan nedvességben kb. 500 év, állandóan szárazon kb. 800 év.
Építkezési célra, asztalos munkákhoz nem alkalmas. Keménysége révén szerszámokhoz (gyalu, faragópad), szerszámnyélnek, kaptafának, mészárostőkének használható. Tűzifaként magas fűtőértéke van.